# Coisas Naturais
Coisas Naturais é o terceiro álbum de estúdio da cantora e compositora brasileira Marina Sena. O álbum foi lançado em 31 de março de 2025, através da gravadora Sony Music Brasil. Contém 13 faixas escritas por Marina Sena e conta com os singles "Numa Ilha" e "Ouro de Tolo".

## Antecedentes e lançamento
Em 29 de novembro de 2024, Marina anunciou o lançamento do primeiro single do terceiro álbum de estúdio, intitulada "Numa Ilha". A canção foi disponibilizada nas plataformas digitais em 4 de dezembro de 2024.
Em 26 de março, Marina Sena divulga, através das redes sociais, a capa de seu álbum de estúdio Coisas Naturais. O disco chegou às plataformas digitais em 31 de março de 2025 com 13 faixas. O álbum se apresenta como um convite visual e sonoro para um universo onde a simplicidade e a autenticidade se encontram. Sua estética é marcada por elementos orgânicos e uma paleta de cores que remete à natureza, criando uma atmosfera intimista e ao mesmo tempo vibrante.

## Lista de faixas
| N.º | Título                      | Compositor(es) | Produtor(es)                             | Duração |  |
| 1.  | "Coisas Naturais"           | André Oliveira Janluska Marina Sena Matheus Guimarães                                                                | Janluska                                 | 3:59    |  |
| 2.  | "Numa Ilha"                 | Marina Sena | Gabriel Duarte Janluska                  | 4:09    |  |
| 3.  | "Desmistificar"             | Janluska Marina Sena                                                                                                 | Janluska Marina Sena                     | 3:33    |  |
| 4.  | "Anjo"                      | Marina Sena | Janluska                                 | 3:47    |  |
| 5.  | "TOKITÔ" (com Gaia e Nenny) | Epico Gaia Kidonov Marina Sena Nenny                                                                                 | Epico Janluska Kidonov                   | 3:06    |  |
| 6.  | "Sem lei"                   | André Oliveira Janluska Marina Sena Matheus Guimarães                                                                | Janluska                                 | 2:53    |  |
| 7.  | "SENSEI"                    | Adieu Enzo Di Carlo Janluska Marina Sena                                                                             | Adieu Enzo Di Carlo Janluska Marina Sena | 2:43    |  |
| 8.  | "Lua Cheia"                 | Janluska Marina Sena                                                                                                 | Gabriel Duarte Janluska                  | 3:17    |  |
| 9.  | "Combo de Sorte"            | André Oliveira Janluska Marina Sena Matheus Guimarães                                                                | Gabriel Duarte Janluska                  | 3:39    |  |
| 10. | "Mágico"                    | Marina Sena | Janluska                                 | 3:16    |  |
| 11. | "Doçura" (com Çantarmata)   | André Oliveira Angela Benito Muñoz Charlie Gabriel Duarte Jose Barbosa Luis Ángel Marina Sena Omar Roldán Tino Gomes | Gabriel Duarte Janluska Çantarmata       | 2:34    |  |
| 12. | "CARNAVAL"                  | Adieu Enzo Di Carlo Janluska Marina Sena                                                                             | Adieu Enzo Di Carlo Janluska             | 1:13    |  |
| 13. | "Ouro de Tolo"              | Marina Sena | André Oliva Janluska                     | 4:56    |  |

## Turnê
Datas
| Datas                  | Datas          | Datas          | Datas                                       |
| Data                   | Cidade         | País           | Local                                       |
| América do Sul         | América do Sul | América do Sul | América do Sul                              |
| ---------------------- | -------------- | -------------- | ------------------------------------------- |
| 26 de abril de 2025    | São Paulo      | Brasil         | Espaço Unimed                               |
| 3 de maio de 2025      | Florianópolis  | Brasil         | Kartódromo Sapiens Park                     |
| 10 de maio de 2025     | Brasília       | Brasil         | Parque da Cidade                            |
| 16 de maio de 2025     | Rio de Janeiro | Brasil         | Circo Voador                                |
| 17 de maio de 2025     | Rio de Janeiro | Brasil         | Circo Voador                                |
| 18 de junho de 2025    | São Paulo      | Brasil         | Sonora Garden                               |
| 28 de junho de 2025    | Belo Horizonte | Brasil         | Parque Ecológico da Pampulha                |
| 11 de julho de 2025    | Rio de Janeiro | Brasil         | Marina da Glória                            |
| 12 de julho de 2025    | Brasília       | Brasil         | Na Praia Parque                             |
| 13 de julho de 2025    | Itatiaia       | Brasil         | Campo de Esporte e Lazer do Clube Finlândia |
| 18 de julho de 2025    | Porto Alegre   | Brasil         | Opinião                                     |
| 19 de julho de 2025    | Porto Alegre   | Brasil         | Opinião                                     |
| 27 de julho de 2025    | Petrópolis     | Brasil         | Parque Municipal Prefeito Paulo Rattes      |
| 2 de agosto de 2025    | Sorocaba       | Brasil         | Lucky Friends Arena                         |
| 17 de agosto de 2025   | Vila Velha     | Brasil         | Parque da Prainha                           |
| 5 de setembro de 2025  | São Paulo      | Brasil         | Memorial da América Latina                  |
| 6 de setembro de 2025  | Salvador       | Brasil         | Museu de Arte Moderna da Bahia              |
| 7 de setembro de 2025  | Salvador       | Brasil         | Museu de Arte Moderna da Bahia              |
| 20 de setembro de 2025 | Ribeirão Preto | Brasil         | Alcans Park                                 |
| 3 de outubro de 2025   | Recife         | Brasil         | Cachaçaria Carvalheira                      |
| 4 de outubro de 2025   | Recife         | Brasil         | Cachaçaria Carvalheira                      |
| 17 de outubro de 2025  | Natal          | Brasil         | Casa de Apostas Arena das Dunas             |
| 18 de outubro de 2025  | Lavras         | Brasil         | Expolavras                                  |
| 13 de dezembro de 2025 | Belém          | Brasil         | Estádio Mangueirão                          |